# Associação das Equipes da Fórmula 1
A Associação das Equipes da Fórmula 1 (FOTA) é um grupo de equipes da Fórmula 1 que foi formada em uma reunião em Maranello, em 29 de julho de 2008. Essa organização tem o propósito de dar para as equipes uma só voz em suas negociações com a FIA em relação ao futuro da Fórmula 1. Encabeçada pelo presidente da Ferrari, Luca di Montezemolo, a primeira tarefa da FOTA foi negociar os termos do novo Pacto de Concórdia, o contrato comercial que rege o campeonato.
O grupo discutiu também a proposta da FIA sobre as regras para a temporada 2011. Ross Brawn, presidente da Brawn GP ofereceu seus serviços para coordenar essa atividade. Se as equipes não pudessem criar a sua proposta de outubro de 2008, a FIA imporia suas próprias regras para o campeonato.

## Impasse em 2009
Em 2009, ao fazer uma declaração à FIA para as equipes não competirem o próximo ano se não fosse aumentado o limite orçamentário, a equipe Williams fez-se omissa e assinou participação no próximo campeonato, sendo suspensa. Force India também foi suspensa pela mesma razão.
Depois de uma reunião realizada em 18 de junho de 2009 na sede da Renault, a FOTA decidiu criar uma nova categoria paralela à Fórmula 1. Entretanto, em 24 de junho de 2009, a associação entrou em acordo com a FIA e decidiu-se que não mais haveria a criação de uma nova categoria.

## Equipes associadas
A associação é composta pelas seguintes equipes:
| Nome         | Nacionalidade | Sede                       |
| ------------ | ------------- | -------------------------- |
| Sauber       | Suíça         | Hinwil, Suíça              |
| Hispania     | Espanha       |                            |
| Ferrari      | Itália        | Maranello, Itália          |
| Force India  | Índia         | Silverstone, Reino Unido   |
| Lotus Racing | Malásia       |                            |
| Mercedes     | Alemanha      |                            |
| McLaren      | Reino Unido   | Woking, Reino Unido        |
| Red Bull     | Áustria       | Milton Keynes, Reino Unido |
| Renault      | França        | Enstone, Reino Unido       |
| Toro Rosso   | Itália        | Faenza, Itália             |
| Virgin       | Reino Unido   |                            |
| Williams     | Reino Unido   | Grove, Reino Unido         |